# Flexomornis howei
Flexomornis howei (Флексоморніс) — вид викопних енанціорносових птахів, що мешкав в крейдяному періоді (Сеноманський ярус. Викопні рештки знайшли у пластах формації Woodbine в штаті Техас, США в 2010 році. Скам'янілості знаходяться в музеї природи і науки у Далласі.